# Luna (album Faun)
Luna - ósmy album studyjny niemieckiego zespołu Faun. Został opublikowany 5 września 2014 i okazał się największym sukcesem Faun.

## Odbiór
Sonic Seducer napisał, że Faun wydawali się być niepewni co do kierunku, w którym miał iść album. Recenzent zwrócił uwagę na oryginalnie napisane utwory i ograniczenie śpiewu piosenkarki Katji Moslehner, ale również skrytykował za zbyt duży wpływ muzyki pop.

## Lista utworów
1. Luna Prolog
2. Walpurgisnacht
3. Buntes Volk (feat. Micheal Robert Rhein)
4. Menuett
5. Hekate
6. Blaue Stunde
7. Cuncti Simus
8. Hörst du die Trommeln
9. Die wilde Jagd
10. Frau Erde
11. Hymne der Nacht
12. Abschied
13. Wind und Geige XIV
14. Die Lieder werden bleiben
15. Era Escuro